# Іса (руна)

Іса

Іса (англ. Isaz) — одинадцята руна германського Старшого (першого) Футарка. Відповідник кириличній літері І (або латиничній I). Назва руни означає «лід».
Пряме примордиальне значення: зупинка або перепона. Психологічні блоки, що заважають мисленню або діяльності, також образи. Бездіяльність або час для того, щоб розібратися в собі. Очікування невідворотного, пошук ясності. Іса підсилює значення рун, що розташовані поряд.
Протилежне до нього примордіальне значення (іса не може бути повернено назад, проте може залишатися в опозиції): манія величі, егоїзм, нудьга. Зрада, ілюзії, обман, хитрість, змова.